# Драган Марјановић
Драган Божа Марјановић (Врање, 27. август 1966) српски је филмски и позоришни глумац и комичар. Био је в.д председника Народног позоришта у Лесковцу од 2019 до 2024 године.

## Позориште
Играо је у следећим позоришним представама:
- Ја, Алекса
- Сам против НАТО
- Кад је смешно... КУРТА
- Повраћај из Хаг
- Перверзије у Чикагу
- Путовање кроз густо грање
- Свемогућа мисија
- Закасотина
- Др Фелер
- Сува крпа на дну мора
- Груја

## Филмографија
| Год.       | Назив                                   | Улога \|- style="background: Lavender; text-align:center; " | 2000-е | 2000-е | 2000-е | 2000-е |
| 2004.      | Испред прве линије                      |                                                             |        |        |        |        |
| 2007—2008. | Љубав и мржња (ТВ серија)               | Лажни инспектор Јанковић                                    |        |        |        |        |
| 2010-е     |                                         |                                                             |        |        |        |        |
| 2010.      | Село гори, а баба се чешља (ТВ серија)  | Пословођа                                                   |        |        |        |        |
| 2016.      | Дневник машиновође                      | Муж из Пирота                                               |        |        |        |        |
| 2016.      | Дневник машиновође (ТВ серија)          | Муж из Пирота                                               |        |        |        |        |
| 2017.      | Врати се Зоне                           | Газда Трајче                                                |        |        |        |        |
| 2017.      | Сенке над Балканом (ТВ серија)          | Менжински                                                   |        |        |        |        |
| 2016—2018. | Убице мог оца (ТВ серија)               | Немања Журић                                                |        |        |        |        |
| 2018.      | Немањићи — рађање краљевине (ТВ серија) | Мужило                                                      |        |        |        |        |
| 2018.      | Корени (ТВ серија)                      | Официр                                                      |        |        |        |        |
| 2019.      | Црвени месец (ТВ серија)                | Ото Бауман                                                  |        |        |        |        |
| 2019.      | Група (ТВ серија)                       | Мартин отац                                                 |        |        |        |        |
| 2020-е     |                                         |                                                             |        |        |        |        |
| 2020.      | Јужни ветар (ТВ серија)                 | Затвореник Јоца                                             |        |        |        |        |
| 2021.      | Александар од Југославије (ТВ серија)   | Жорж Клемансо                                               |        |        |        |        |
| 2021.      | Време зла (ТВ серија)                   | Незир                                                       |        |        |        |        |
| 2022.      | Било једном у Србији                    |                                                             |        |        |        |        |
| 2024.      | Тунел (ТВ серија)                       | Танасије Жарковић Анкер                                     |        |        |        |        |